# Reitter József
Reitter József (Dunaföldvár, 1825. március 4. – Dunaföldvár, 1902. január 4.) tűzoltó, a Dunaföldvári Önkéntes Tűzoltó Egylet megalapítója.

## Életútja
Reitter János szitás és Ruder Teréz fia. Az elemi iskola elvégzése után édesapja szitás mesterségét folytatta tovább. 
Az 1848–49-es forradalom és szabadságharc idején egy gerillacsapatban harcolt Kossuth-pártiként, majd hadnagyi rangban a világosi fegyverletételnél a 142. honvédzászlóaljban szolgált. 1851-ben gerillamúltja miatt hadbírósági vizsgálat folyt ellene a pesti hadbíróságon, de végül felmentették.
Időközben megnősült, felesége Ernszt Zsuzsanna lett.
Dunaföldvár bírája volt két alkalommal is (1867–69, 1891–93), de dolgozott hajózási ügynökként is. 1868-ban a megalakuló Polgári Olvasókör alelnökévé választották. 1872-benmár a Tolna Vármegyei Törvényhatósági Bizottság tagjai között találjuk. 
Legnagyobb érdeme a Dunaföldvári Önkéntes Tűzoltó Egylet megszervezése, amely 1877. szeptember 14-én jött létre. Ennek első elnöke ifj. Szévald Mór, főparancsnoka Reitter József lett. 1878-ban a Tűzoltó Testületek Országos Szövetsége közgyűlésén Reitter Józsefet az országos választmány tagjává választották.
Miután Szévald Mór Tamásiba költözött, ahol szolgabíróként dolgozott tovább, az elnöki teendőket is Reitter József vette át, mint elnök-főparancsnok.
„Katonás magatartása, kitartó erélye, vas szorgalma tiszteletet szerzett a tűzoltó nevének, s tekintélyt önkénytes alattvalói előtt magának” – írta róla Cziráky Gyula. A dunaföldvári tűzoltó egylet Bölcskén, Pakson és a szomszédos pusztákon is segített az embereknek, ha tűz keletkezett.
Az 1891-es solti árvíz idején a tűzoltó egylet vezetőjeként sok ember életét mentette meg. Gróf Bethlen András földművelésügyi miniszter felterjesztésére még ebben az évben Arany Koronás Érdemkereszttel tüntették ki. Hat év múlva, 1897-ben rossz egészségi állapotára hivatkozva lemondott tisztségéről. 
1902-ben, halála után – az egylet megalakításáért és húsz éven át tartó „tapintatos és odaadó” vezetéséért – érdemeit jegyzőkönyvben örökítették meg. 
1903-ban az Erzsébet térről (a mai Béke tér) a gőzmalomig tartó utcarészt Reitter Józsefről nevezték el, Reitter-köz lett a hivatalos neve.
Reitter József helyileg védett sírja a Fehérvári utcai temetőben található.

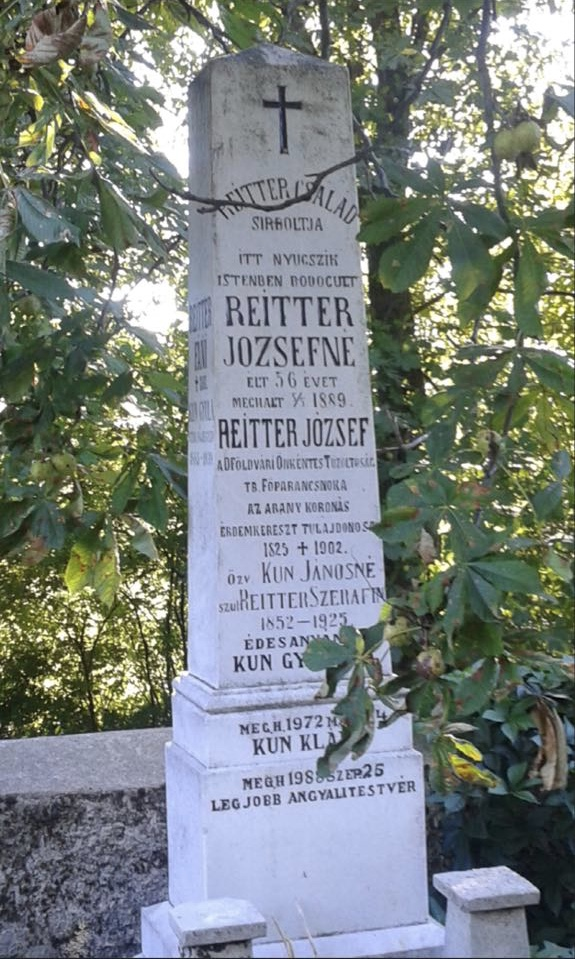
Reitter József védett sírja Dunaföldváron

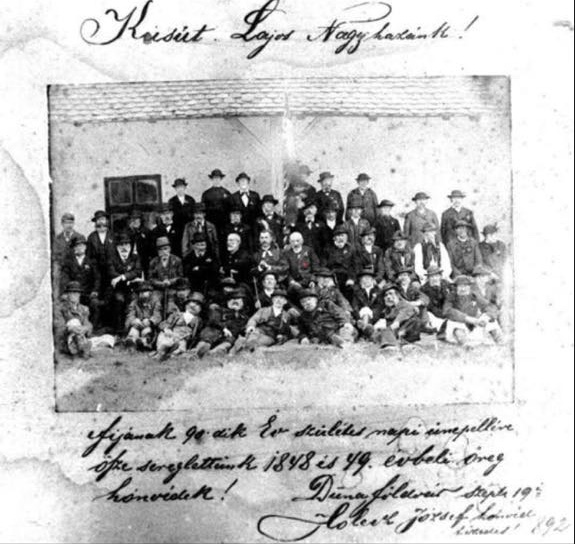
Öreg katonák 1892-ben, Kossuth születésnapján Dunaföldváron, a Polgári Olvasókör szervezésében.
Reitter József a kép közepén látható.